# Septobasidium bogoriense
Septobasidium bogoriense är en svampart som beskrevs av Pat. 1899. Septobasidium bogoriense ingår i släktet Septobasidium och familjen Septobasidiaceae.   Inga underarter finns listade i Catalogue of Life.